# Ifeanyi Mathew
Ifeanyi Mathew Ayozie (* 20. Januar 1997 in Kaduna) ist ein nigerianischer Fußballspieler. Der zentrale Mittelfeldspieler stand zuletzt in der Schweiz beim FC Zürich unter Vertrag und ist ehemaliger Juniorennationalspieler.

## Karriere

### Verein
Seine fußballerische Ausbildung begann Ifeanyi Mathew in der Younnachi Academy, ehe ihn der Erstligist El-Kanemi Warriors FC unter Vertrag nahm. Anfang 2016 verlieh ihn der Verein für ein halbes Jahr an den Ligakonkurrenten Kano Pillars, bei dem er sich als Stammspieler durchsetzen konnte.
Im Alter von 19 Jahren ging Ifeanyi Mathew im Sommer 2016 nach Europa, wo ihn nach einem erfolgreichen Probetraining der norwegische Erstligist Lillestrøm SK verpflichtete. Dort konnte er sich als Stammspieler etablieren und war insgesamt über sechs Jahre lang für den Verein aktiv. 2017 gewann er mit der Mannschaft den norwegischen Pokal. Anfang 2019 verlieh ihn der Verein für ein halbes Jahr in die Türkei zum dortigen Zweitligisten Osmanlıspor FK, für den er in dieser Zeit insgesamt zehn Spiele bestritt. Nach seiner Rückkehr nach Lillestrøm stieg er mit dem Verein am Jahresende 2019 in die zweite Liga ab, erreichte dort mit dem Team 2020 aber den direkten Wiederaufstieg zurück in die Eliteserien. Nach zwei weiteren Spielzeiten wurde sein Ende 2022 auslaufender Vertrag nicht mehr verlängert, woraufhin Ifeanyi Mathew den Verein nach insgesamt 196 Pflichtspieleinsätzen verließ.
Im Februar 2023 verpflichtete ihn daraufhin der Schweizer Erstligist FC Zürich ablösefrei, bei dem Ifeanyi Mathew einen Vertrag über zweieinhalb Jahre bis Sommer 2025 unterzeichnete. Auch in Zürich konnte er sich in der Folge zunächst als Stammspieler durchsetzen. Im Laufe seiner letzten Saison vor Vertragsende verlor er den Stammplatz und kam ab Februar 2025 zu keinem weiteren Einsatz mehr für den Club. Eine angebotene Verlängerung seines Vertrages lehnte Mathew ab, woraufhin er den Verein im Sommer 2025 verließ.

### Nationalmannschaft
Mit der nigerianischen U20-Nationalmannschaft gewann Ifeanyi Mathew 2015 die U20-Afrikameisterschaft, bei der er in vier der fünf Spiele jeweils von Beginn an zum Einsatz kam und zwei Tore beisteuerte. Später im gleichen Jahr nahm er mit der Auswahl auch an der U20-Weltmeisterschaft teil und bestritt dort ein Spiel, ehe das Team im Achtelfinale gegen Deutschland ausschied.

### Erfolge
- Norwegischer Pokalsieger: 2017
- U20-Afrikameister: 2015